# Droit de gravage
Le droit de gravage ou de varech consistait à récupérer tout ce que la mer rejetait sur le littoral.

## Historique
La Coutume de Normandie, sur la base d'un vieux droit scandinave, attribuait le droit de gravage aux seigneurs dont les fiefs étaient situés près de la côte, le droit de s'approprier toutes choses qui étaient rejetées par la mer.